# Dieselmotor

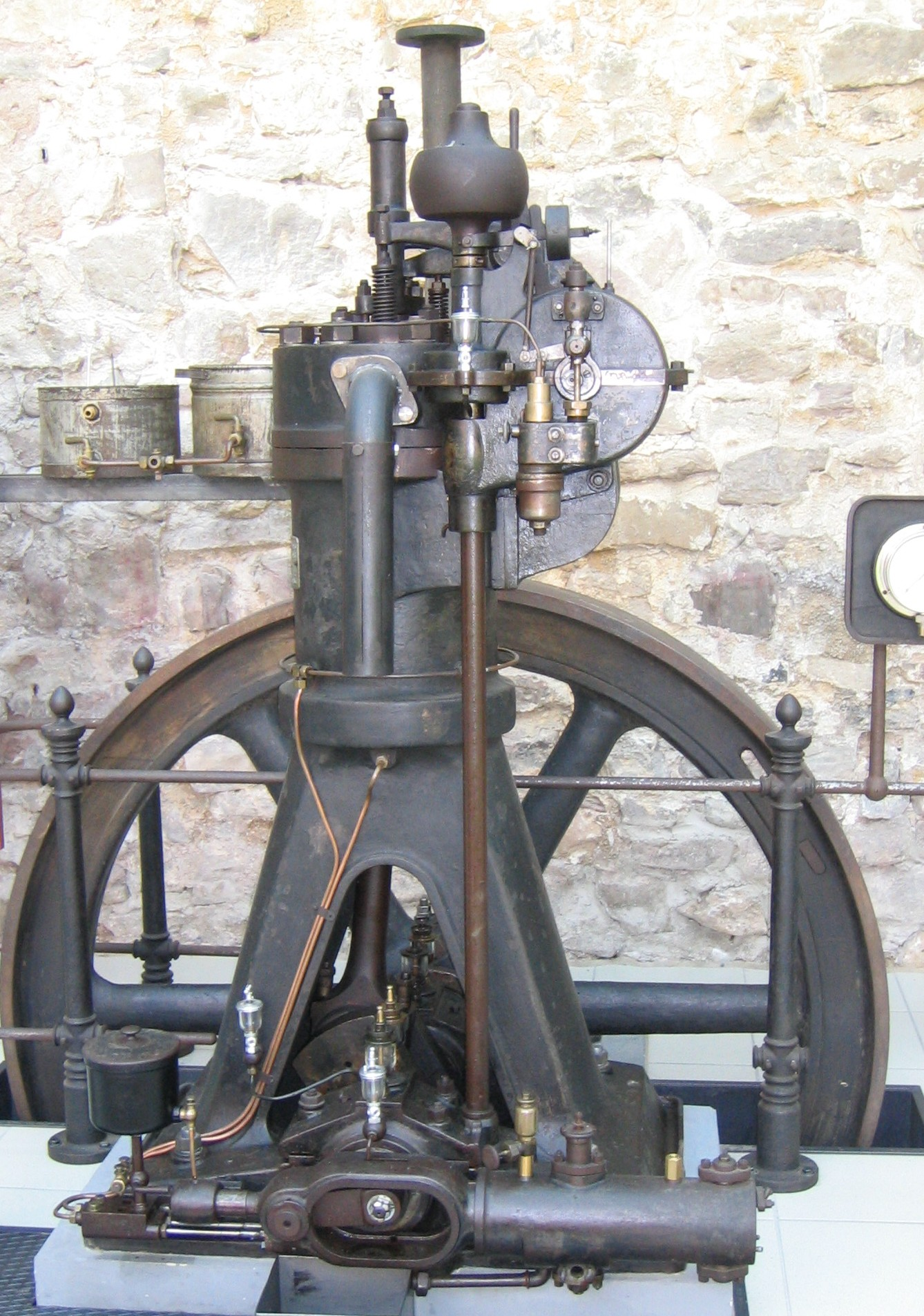
Eerste generatie stationaire eencilinderdieselmotor (MAN, Augsburg, 1906, 12 pk)

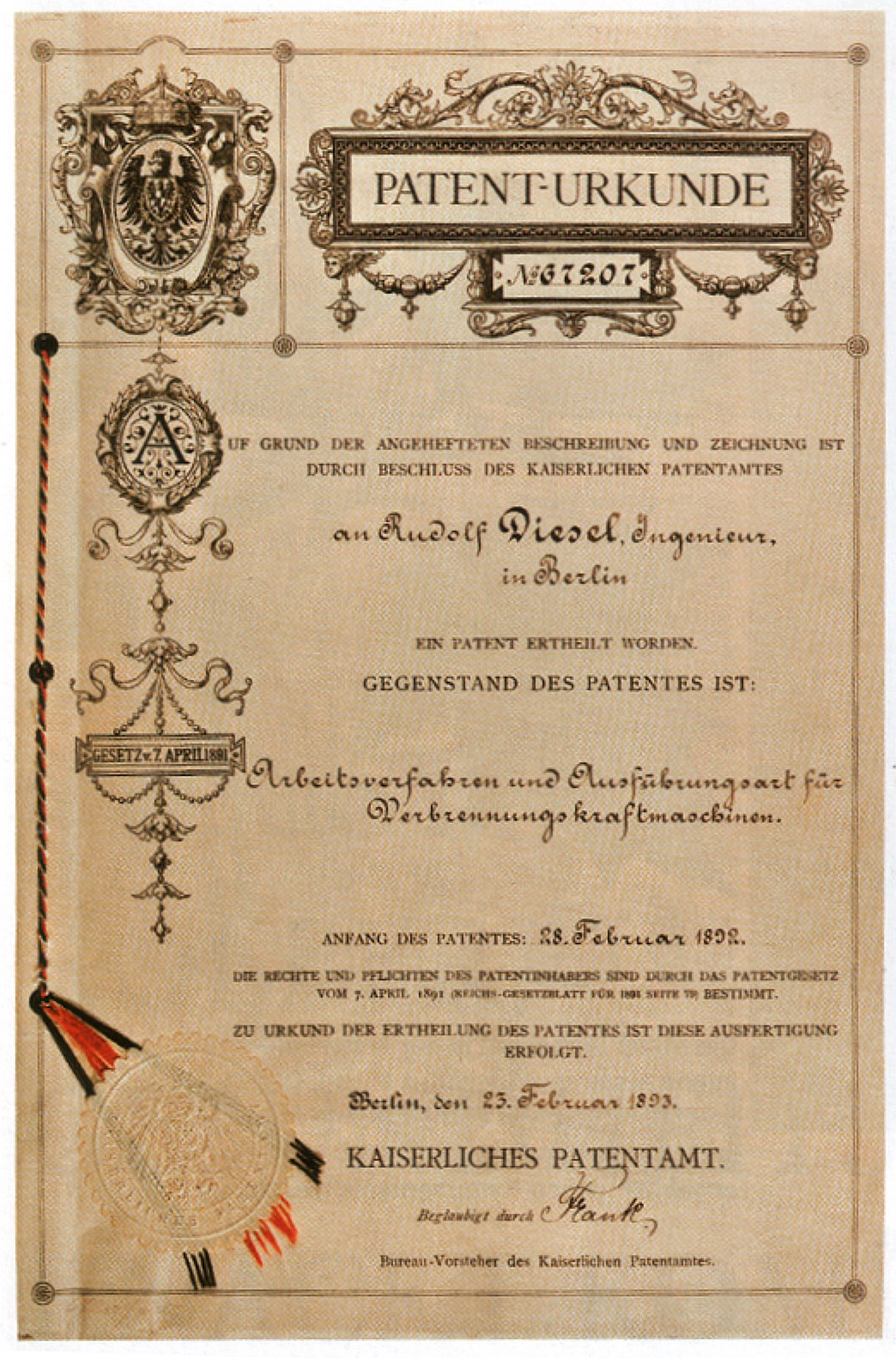
Het originele patent dat Rudolf Diesel kreeg voor de dieselmotor

Een dieselmotor is een verbrandingsmotor die werkt volgens het principe van zelfontbranding. Hij wordt ook wel luchtcomprimerende motor genoemd, omdat de lucht die nodig is voor de verbranding eerst door de zuiger in de cilinder wordt gecomprimeerd, waarna de brandstof ingespoten wordt. De lucht die ten gevolge van de samenpersing sterk verhit is, doet de brandstof dan spontaan ontbranden.

## Geschiedenis
Het dieselprincipe is uitgevonden in 1893 door Rudolf Diesel. De allereerste licentie om dieselmotoren te bouwen, is verleend aan de Gentse fabriek van Carels in 1894. In 1897 werd door Moritz Schröter de eerste dieselmotor afgenomen bij Maschinenfabrik Augsburg. Diesel had zich gebaseerd op het carnotproces. Hij wees het ottoproces af vanwege de problemen met klopverschijnselen bij hogere compressieverhoudingen. Hij gaf er de voorkeur aan alleen de lucht te comprimeren en pas daarna de brandstof te injecteren, waardoor veel hogere drukken bereikt konden worden dan bij het ottoproces.
De dieselmotor werd pas bruikbaar voor de automobielindustrie na de ontwikkeling van de inspuitpomp door Robert Bosch. Door deze inspuitpomp, die naar zijn uitvinder soms ook boschpomp wordt genoemd, konden toerental en opbrengst door middel van een regulateur naar wens worden ingesteld. Tot dan konden diesels alleen draaien met een vast toerental, waardoor ze alleen geschikt waren voor stationaire toepassingen, zoals in de mijnbouw. Sinds de toepassing van de inspuitpomp en de oplossing van betrouwbaarheidsproblemen, is de verbreiding van de dieselmotor in voertuigen steeds nauw verbonden geweest met het succes dat ingenieurs boekten bij het onschadelijk maken van de inherente nadelen van dit motortype. Naarmate het gewicht van de motor teruggebracht werd, en trillingen en lawaai ingeperkt werden, verspreidde de diesel zich in steeds kleinere voertuigtypen: van vrachtwagen tot grote personenwagen, en vanaf de jaren zeventig in kleine personenauto's. Hoewel Peugeot al veel langer kleine diesels produceerde, wordt de Volkswagen Golf Diesel uit 1976 beschouwd als een mijlpaal in deze ontwikkeling. De motor van deze auto was als eerste licht, krachtig en stil genoeg om de leidende positie van de mengselmotor in de markt voor compacte auto's serieus te bedreigen.

### Historie van de personenwagendiesel
In de jaren twintig van de twintigste eeuw was de hoofdreden voor de toepassing van een dieselmotor de economische waarde. Het constante motorlawaai, de trillingen, en de aanvankelijk beperkte motorprestaties maakten het succes van de eerste dieselmotor in vrachtwagens minimaal. De Zweedse ingenieur Jonas Hesselman ontwiep in 1925 de Hesselmanmotor om de aanvankelijke nadelen het hoofd te bieden. Deze motor startte op benzine en ging over op diesel als de bedrijfstemperatuur was bereikt.
Aan het begin van de jaren dertig probeerden de Duitse ingenieurs nog om de betrouwbaarheidsproblemen van de dieselmotor op te lossen. De hoge compressie en andere beperkingen van de dieselmotoren dwongen de Duitsers om de lagers, de krukas en de zuigers groter uit te voeren in vergelijking met een benzinemotor van gelijk volume. De Duitse ingenieurs konden het bruikbare toerental niet verhogen zonder aantasting van de levensduur van de motor.
In 1926 rustte Daimler-Benz zijn vrachtwagens uit met een dieselmotor met zes cilinders die 1300 toeren per minuut kon draaien, terwijl een viercilinderdiesel, die van nature een onrustiger loop heeft, slechts 1000 toeren bereikte. Het was toen nog niet mogelijk om verder te gaan. Daarvoor was de uitvinding van de lichtere Mahle zuigers en de Bosch injectiepompen nodig om 2000 t/min en later een bruikbare 2800 t/min met 82 pk in het jaar 1933 te bereiken met een zescilindermotor. In die tijd echter kon het chassis van een relatief lichte personenauto de trillingen niet verwerken die door deze zware motoren werden gegenereerd.
In november 1934 beslisten de ingenieurs van Mercedes om de verdere ontwikkelingen te concentreren op dieselmotoren met vier cilinders. Ze slaagden erin om de trillingen te verminderen door de verbrandingskamers te herontwerpen en verbeterden de motoroutput door het zijklepprincipe te verlaten en een kopklepmotor te ontwikkelen. Het resultaat was een dieselmotor die 45 pk bij een toerental van 3200 t/min ontwikkelde, met een verbruik van slechts 9,5 l/100 km (tegen 13 l/100 km voor de standaard viercilindermotoren uit die tijd). Derhalve kon de motor in het chassis van de Mercedes 200 taxi worden geïnstalleerd. De duizenden kilometers die daarmee tot 1935 werden gereisd, bewezen spoedig de zuinigheid en betrouwbaarheid van deze diesel. Dit was genoeg om de interesse van particulieren te wekken. In 1936 kwam Mercedes aan deze vraag tegemoet met een passagiersversie, de Mercedes-Benz 260D, waarbij 260 naar de cilinderinhoud en D naar het dieselprincipe verwijst. In 1936 stelden de Franse autofabrikanten Peugeot en Citroën gelijkwaardige, lichte dieselauto's voor, echter slechts bedrijfswagens en taxi's. In Frankrijk ontwikkelde Peugeot in 1938 een dieselversie van de Peugeot 402, maar door het uitbreken van de Tweede Wereldoorlog is dit type nooit op de markt gekomen. In 1959 probeerde Peugeot het opnieuw met een 1,8 liter dieselmotor voor de Peugeot 403. Hoewel Fiat in 1953 al een Fiat 1400 met dieselmotor op de markt bracht, werd de dieselmarkt voor personenwagens tot de jaren zeventig volledig gedomineerd door Mercedes-Benz en Peugeot. In 1972 kwam Opel met een 2,1 liter dieselmotor voor de Opel Rekord. In de jaren daarop kwamen ook andere autofabrikanten met dieselmotoren.
De Audi R10 werd in 2006 winnaar van de 24 uur van Le Mans, de eerste overwinning van een door een dieselmotor aangedreven raceauto.

## Werkingsprincipe
Een dieselmotor is gewoonlijk een motor volgens het zuigerprincipe, waarbij een ontbrandend mengsel in een cilinder uitzet en zo de zuiger in de cilinder naar beneden drukt. Ook andere motortypen kunnen gebruikmaken van zelfontbranding, zo heeft Rolls-Royce in de jaren zestig en zeventig geëxperimenteerd met wankel-diesels. Ook in ramjets wordt lucht samengeperst en van brandstof voorzien zodat het mengsel spontaan ontbrandt. De ramjet wordt echter als een aparte categorie beschouwd, en wankel-diesels zijn nooit in serieproductie gegaan. In het vervolg wordt steeds uitgegaan van zuigermotoren.
Volgens de wet van Boyle-Gay-Lussac wordt lucht bij compressie warmer; bij grote compressie zelfs heet genoeg om brandstof spontaan te laten ontbranden. Bij de dieselmotor wordt de lucht daarom eerst gecomprimeerd tijdens de compressieslag, waarna de brandstof wordt ingespoten. Deze ontsteekt daarna vrijwel direct spontaan door zelfontbranding, waarna de arbeidsslag volgt. Dit in tegenstelling tot de mengselmotor die brandstof en lucht vooraf mengt en dit mengsel veel minder samenperst, juist om vroegtijdige zelfontbranding te voorkomen.
De verbranding in een dieselmotor vindt plaats bij veel hogere druk en temperatuur dan bij een mengselmotor, en de ontbranding verloopt zeer snel, wat een zware motorconstructie nodig maakt en hoorbaar is in het karakteristieke dieselgeluid. Het hoge rendement staat hier als voordeel tegenover. Dit rendement hangt vooral samen met de compressieverhouding, de verhouding tussen de druk voor en na de arbeidsslag. Bij alle motoren die gebaseerd zijn op drukverschillen, hangt het rendement volgens de wetten van de thermodynamica direct af van het temperatuurverschil voor en na de arbeidsslag. Dit verschil is volgens de al genoemde wet van Boyle-Gay-Lussac direct verbonden met de compressieverhouding, die bij een diesel veel hoger is dan bij mengselmotoren mogelijk is. Onder deellast wordt het verschil in rendement tussen diesels en mengselmotoren nog groter omdat bij mengselmotoren het vermogen getemperd wordt door minder mengsel in de cilinder te brengen, wat resulteert in een kleinere daadwerkelijke compressieverhouding. Bij diesels is dit veel minder het geval. Hierbij wordt het vermogen verhoogd door de gemiddelde effectieve druk omhoog te brengen door een grotere compressieverhouding of door drukvulling.

Seiligerproces.

### Kringproces
Het oorspronkelijke kringproces voor de verbranding bij dieselmotoren is het dieselproces of gelijkdrukproces. Hierbij is de verbranding zo geleidelijk dat de druk niet verandert. Dit was het geval bij dieselmotoren met luchtverstuiving, wat tegenwoordig echter niet meer wordt toegepast. Bij moderne dieselmotoren wordt gebruikgemaakt van het gemengde proces, het seiligerproces. Dit wordt gemengd proces genoemd, omdat het niet alleen een gelijkdrukproces is, maar deels een ottoproces waarbij het volume gelijk blijft. Bij een gelijke compressieverhouding zou het rendement van het ottoproces hoger zijn, maar door de hogere compressieverhouding van de dieselmotor is het rendement van deze toch hoger. Bovendien vindt de ontbranding bij moderne dieselmotoren zo snel plaats dat het ottoproces benaderd wordt.
Tussen het theoretische en het werkelijke thermische rendement kan een groot verschil zitten. Dit komt onder andere doordat de eindtemperatuur lager ligt door dissociatie van moleculen boven de 1400 °C en de cilinderwand die warmte opneemt. De tijd die de verbranding en het afvoeren van de uitlaatgassen nodig hebben, zorgt voor een afronding van de scherpe hoeken.

### Rendement

Sankey-diagram.

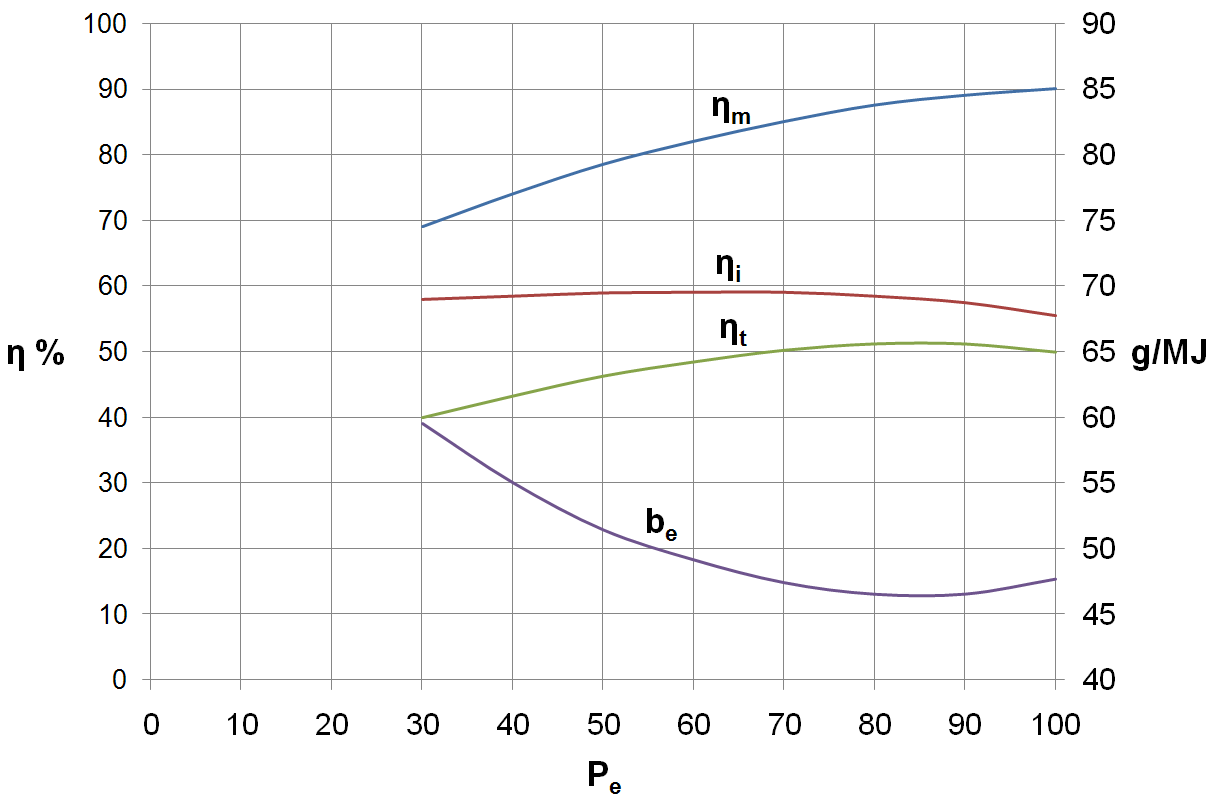
Het motorrendement ten opzichte van het effectieve vermogen.
mechanisch rendement
geïndiceerd thermisch rendement
totaal rendement
specifiek brandstofverbruik

Met behulp van een indicateurdiagram kan het geïndiceerde thermische rendement worden bepaald:
{\displaystyle \eta _{i}={P_{i} \over BH_{0}}}
met daarbij:

{\displaystyle P_{i}} = geïndiceerd vermogen [MW]

{\displaystyle B} = brandstofverbruik [kg/s]

{\displaystyle H_{0}} = specifieke energie brandstof [MJ/kg]
Dit is zo'n 52% bij middelsnellopende vierslagmotoren en ongeveer 55% bij langzaamlopende tweeslagmotoren. Een groot deel van de verliezen is de energie die verloren gaat met de uitlaatgassen. Dit ligt tussen de 25 en 30% van de toegevoegde energie. Verder moet de motor gekoeld worden om de materiaaltemperatuur binnen redelijke grenzen te houden, wat voor extra verliezen zorgt.
Daarnaast zijn er verliezen door wrijving, waardoor het effectieve vermogen {\displaystyle P_{e}} aan de krukas minder is dan het geïndiceerde vermogen. Dit mechanische rendement is zo'n 90% bij vollast:
{\displaystyle \eta _{m}={P_{e} \over P_{i}}}
Het totale rendement wordt daarmee:
{\displaystyle \eta _{t}={P_{e} \over BH_{0}}}
Daarmee valt het specifieke brandstofverbruik vast te stellen; de hoeveelheid verbruikte brandstof per vermogenseenheid en per tijdseenheid:
{\displaystyle b_{e}={B \over P_{e}}={1 \over \eta _{t}H_{0}}}
Het effectieve vermogen is afhankelijk van de gemiddelde effectieve druk. Om handzamer getallen te verkrijgen, wordt het vaak genoteerd als:
{\displaystyle b_{e}={1000 \over \eta _{t}H_{0}}} [g/MJ]
Door fabrikanten wordt dit vaak opgegeven in g/kWh. Over het algemeen ontwerpen deze een motor zo dat het maximale thermisch rendement niet bij vollast — het maximale vermogen — ligt, maar bij deellast, omdat het maximale vermogen niet vaak bereikt wordt. Het specifieke brandstofverbruik ligt bij langzaamlopende tweeslagmotoren rond de 170 g/kWh of 47,2 g/MJ en bij middelsnelle vierslagmotoren rond de 180 g/kWh of 50 g/MJ
Ook het specifieke luchtverbruik is afhankelijk van de stookwaarde, maar ook van de luchtovermaat en de spoelovermaat. Het specifieke luchtverbruik verhoudt zich tot het specifieke brandstofverbruik als:
{\displaystyle l_{s}=\lambda _{t}L_{th}b_{e}}
waarbij {\displaystyle \lambda _{t}} de totale luchtfactor is en {\displaystyle L_{th}} de theoretische luchthoeveelheid die nodig is om de brandstof volledig te verbranden. De totale luchtfactor bestaat uit de luchtovermaat en de spoelovermaat. De luchtovermaat wordt toegevoerd in de cilinder omdat de verbranding dusdanig snel gaat, dat deze onvolledig zou zijn als slechts de theoretische luchthoeveelheid zou worden toegevoerd. De verhouding wordt uitgedrukt met de verbrandingsluchtfactor {\displaystyle \lambda _{v}}. De spoelovermaat is nodig om de uitlaatgassen te verdrijven en de thermische belasting omlaag te brengen. Het specifieke luchtverbruik ligt voor langzaamlopende tweeslagmotoren rond de 2,5 kg/MJ en voor middelsnellopende vierslagmotoren rond de 2,0 kg/MJ.

### Viertakt
Viertakt- of vierslagdieselmotoren werken volgens het principe:
1. inlaatslag (zuiger ↓): de inlaatklep opent iets voor het bovenste dode punt (BDP), nog tijdens de uitlaatslag. Zowel de inlaat- als de uitlaatklep is nu geopend. Tijdens deze spoelperiode daalt de druk van iets boven de atmosferische druk {\displaystyle p} naar iets onder de atmosferische druk in het geval van een zelfaanzuigende motor. Door gebruik te maken van drukvulling kan deze druk omhoog worden gebracht. Nadat de uitlaatklep gesloten is, wordt de cilinder gevuld met de aangezogen lucht;
2. compressieslag (zuiger ↑): iets na het onderste dode punt (ODP) sluit de inlaatklep en begint de compressie van de lucht, waardoor de druk en temperatuur sterk stijgen, waarbij door de hoge compressieverhouding drukken van 35 à 40 bar en temperaturen van 550 à 600 °C worden bereikt bij zelfaanzuigende motoren. Bij drukvulling worden aanmerkelijk hogere drukken en vooral temperaturen bereikt. Vlak voor het einde van deze compressieslag begint de brandstofinspuiting. Na een korte inspuit- en ontstekingsvertraging verbrandt de brandstof spontaan. Er volgt een onbeheerste verbranding met een snelle druk- en temperatuursstijging tot 45 à 50 bar en 1500 à 1600 °C. Ondanks dat de inspuiting voortduurt, neemt de drukgradiënt af, doordat het luchtoverschot afneemt, zodat er een gedeeltelijk beheerste verbranding plaatsvindt;
3. arbeidsslag (zuiger ↓): vlak na het begin van de arbeidsslag stopt de brandstofinspuiting. Er vindt nu een naverbranding plaats van de resterende brandstof. Door het toenemende volume neemt de druk af, maar door de verbranding ligt deze hoger dan de compressiedruk. Aan het einde van deze slag is de druk 3 à 4 bar en de temperatuur 600 à 700 °C;
4. uitlaatslag (zuiger ↑): vlak voor het einde van de arbeidsslag opent de uitlaatklep, waardoor de druk daalt tot iets boven de atmosferische druk waarmee de uitlaatgassen uit de cilinder worden verdreven tijdens de uitlaatslag. Aan het einde hiervan begint het proces opnieuw.

### Tweetakt
Tweetakt- of tweeslagdieselmotoren worden toegepast in sommige schepen, dieselhydraulische en dieselelektrische locomotieven en Detroit diesel vrachtauto's. Een tweetaktdiesel heeft cilinders die onderin over de volle omtrek voorzien zijn van spoelpoorten waardoor de spoellucht wordt toegevoerd. Deze wordt afgesloten door de zuiger. Oudere motoren hebben daarboven uitlaatpoorten waardoor de uitlaatgassen afgevoerd worden. Vooral bij langeslagmotoren is de vulling bij deze lusspoeling problematisch. Langsspoeling met een uitlaatklep boven in het cilinderdeksel zorgt hier voor een hogere spoelluchtfactor, zodat moderne motoren hiermee zijn uitgerust.
Het indicateurdiagram lijkt op dat van de vierslagmotor, maar dan zonder de inlaat- en uitlaatslag:
1. compressieslag (zuiger ↑): iets na het onderste dode punt (ODP) sluit de zuiger de spoelpoorten, terwijl vrijwel tegelijkertijd de uitlaatklep sluit. Hoewel de compressie iets later begint doordat de spoelpoorten nog afgesloten moesten worden, verloopt het proces verder gelijk aan dat bij de vierslagmotor;
2. arbeidsslag (zuiger ↓): deze slag verloopt aanvankelijk ook als bij de vierslagmotor. Op zo'n 20% van het onderste dode punt opent de uitlaatklep en daalt de druk dusdanig snel dat deze alweer lager is dan de spoeldruk op het moment dat de spoelpoorten geopend worden.

### Indirecte inspuiting
| De wervelkamer bij indirecte inspuiting wordt ook wel "Ricardo chamber" genoemd, naar de uitvinder Harry Ricardo. |

Veel oudere dieselmotoren werken volgens het indirecte principe: de brandstof wordt daarbij niet rechtstreeks boven de zuiger ingespoten maar in een aparte voorkamer of wervelkamer. De combinatie van druk en temperatuur bleef bij die oude machines onvoldoende om te kunnen starten. Vaak werd daarbij in de voorkamer dan ook een gloeispiraal (in zeer oude motoren zelfs gloeilonten) geplaatst die de motor bij een koude start mee moet helpen aanslaan. Bij een koude motor en koude voorkamer vindt de spontane zelfontbranding van de dieselbrandstof niet plaats zonder enige hulp. Deze motoren werden tot voor kort zonder uitzondering in lichte dieselmotoren voor personenauto's gebruikt. Zij konden hogere toerentallen bereiken, mede door de toepassing van een roterende inspuitpomp. Deze inspuitpomp levert weer te weinig druk om in een grote dieselmotor te worden gebruikt.

#### Waterinjectie
Op de wervelkamer werd ook wel een deksel met een holle gloeibol gemonteerd, die met petroleum of gas voor het starten eerst roodheet diende te worden gestookt. Vandaar de naam gloeikopdiesel. Om bij gloeikopmotoren extra vermogen op te wekken werd er in de wervelkamer naast de brandstofinspuiting ook een waterinspuiting gemonteerd, die werd gevoed met koud, schoon buitenwater via een speciale waterpomp met excentriek op de hoofdas. Dat water werd opgepompt als koelwater en afgeleid via een apart leidinkje van het koelsysteem naar een speciaal watervat in de machinekamer. De inspuiting van water leverde ongeveer 10% extra vermogen.

### Directe inspuiting
Dit type inspuiting, waarbij de brandstof rechtstreeks in de verbrandingsruimte wordt gespoten, was tot voor kort voorbehouden aan zwaardere dieselmotoren (vrachtauto's en groter). Dit is opgelost door toepassing van elektrische en elektromagnetische motormanagementsystemen, zoals bij pompverstuiver en common-rail dieselmotoren. Tegenwoordig nemen de direct ingespoten diesels een steeds grotere plaats in de automobielindustrie in. Het voordeel van deze modernere systemen is dat door de elektronische regeling van inspuitmoment en -hoeveelheid de uitstoot van schadelijke gassen (emissies) veel beter beheersbaar zijn. Een nadeel is echter een relatief groot lawaai, wat vooral bij oudere grote vrachtwagen- of tractormotoren bekend is.

## Rotatiesnelheid

### Snellopende motoren
Snellopende motoren (n > 16 s−1) worden gebruikt voor de aandrijving van vrachtwagens, autobussen, tractoren, auto's, jachten, compressoren, pompen en kleine generatoren.

### Middelsnellopende motoren
Grote generatoren en dieseltreinen worden aangedreven door middelsnellopende motoren (4 < n < 16). Deze draaien met een vast toerental en zijn in staat om snelle belastingswisselingen op te vangen.
Middelsnellopende motoren worden eveneens in de scheepvaart gebruikt, op relatief kleine schepen voor de voortstuwing en op grote schepen vaak als hulpmotor. Op complexe schepen vormen ze vaak het hart van de dieselelektrische voortstuwing.

### Langzaamlopende motoren
De grootste dieselmotoren worden gebruikt om schepen aan te drijven. Deze enorme motoren hebben vermogens tot 80 MW, draaien met 60 tot 100 omwentelingen per minuut, en zijn tot 15 meter hoog. Ze lopen op goedkope residu brandstof, waardoor het nodig is deze brandstof vlak voor de injectie te verhitten, vanwege de hoge viscositeit. Bedrijven als MAN B&W en Wärtsilä (Sulzer Diesels) ontwerpen zulke grote langzaamlopende tweeslagmotoren. De krachtigste dieselmotor is de 14-cilinder Wärtsilä-Sulzer RTA96-C met 80 MW (108.800 pk).

## Rotatierichting
Veel motortypes kunnen zowel links- als rechtsdraaiend gebouwd worden. Middelgrote en grote scheepsdiesels zijn over het algemeen omkeerbaar in draairichting, aangezien de schroef direct is verbonden met de motor. Hiervoor dient de omkeerinrichting.

## Constructie
Er kan op verschillende manieren onderscheid gemaakt worden naar constructie. Zo zijn er trunkzuigermotoren en kruishoofdmotoren, maar een ander onderscheid is tussen lijnmotoren en V-motoren.
Bij kruishoofdmotoren is de zuigerstang verbonden aan een kruishoofd dat verbonden is aan de drijfstang. Hierdoor worden de zuigers niet zijdelings belast, maar worden de zijdelingse krachten opgevangen door leibanen. Bij trunkzuigermotoren is de zuiger direct aan de drijfstang bevestigd. Hierdoor is deze motor lager van bouw, maar moeten de zuigers nu wel de zijdelingse krachten opnemen, waardoor meer slijtage optreedt.
Bij lijnmotoren liggen de cilinders in één vlak. Bij V-motoren zijn de cilinderhartlijnen verdeeld over twee vlakken die elkaar onder een hoek van 45° tot 90° raken. Een V-motor kan daardoor korter en lichter gebouwd worden.

### Motorgestel
Het motorgestel bestaat uit:
- de fundatie;
- de krukkast;
- de cilinderbank met de cilindervoeringen;
- de cilinderkop.

Bij de grote langzaamlopende kruishoofdmotoren zijn dit allemaal afzonderlijke constructiedelen, eventueel weer opgebouwd uit weer kleinere delen. Bij middelsnellopende en snellopende trunkzuigermotoren zijn cilinderbank, krukkast en fundatie vaak samengevoegd tot een gietstuk, het monobloc.
Cilindervoeringen kunnen gekoeld worden door boorgat-koeling, waarbij koelwater door in de cilinder geboorde gaten wordt geleid. Bij grote tweeslagmotoren zijn ook de zuigers voorzien van koeling met water of olie.
Bij kleine vierslagtrunkzuigermotoren is de gasdruk op de zuigerveren tijdens de uitlaat- en inlaatslag dusdanig laag dat de smeerfilm voldoende kan herstellen bij spatsmering. Bij grotere twee- en vierslagmotoren worden cilindersmeersystemen toegepast, waarbij cilindersmeernippels door de cilindervoering zijn aangebracht.
In de cilinderkoppen bevinden zich de in- en uitlaatkleppen, de brandstofklep, de aanzetklep, de ontlastklep en de indicateurkraan. Kleinere motoren worden gestart met een startmotor en hebben geen aanzetklep en vaak ook geen ontlastklep en indicateurkraan. Oudere tweeslagmotoren met lusspoeling hebben geen in- en uitlaatkleppen. Met de aanzetklep wordt de startlucht toegelaten om de motor te starten. Deze cilinderdeksels hebben ook boorgat-koeling.

### Motordrijfwerk
Het motordrijfwerk bestaat uit:
- de krukas;
- de lagers;
- de drijfstangen;
- het kruishoofd;
- de zuigers;
- de zuigerstangen;
- de zuigerstangpakkingbussen;
- de aandrijving van de nokkenas;
- de aandrijving van de brandstofkleppen
- de aandrijving van de in- en uitlaatkleppen;
- de aandrijving van de brandstofpompen;
- de in- en uitlaatkleppen.

#### Krukas
Van deze onderdelen is de krukas het meest gecompliceerd. De grote langzaamlopende motoren hebben een opgebouwde krukas, omdat het niet goed mogelijk is deze uit een stuk te maken. Door temperatuursverschillen en slijtage zal een krukas vrijwel nooit volledig uitgelijnd zijn, wat met behulp van een krukwangdeflectiemeting gecontroleerd kan worden.

#### Lagers
In het drijfwerk bevinden zich diverse lagers. Deze worden belast door de gaskracht, de middelpuntzoekende kracht van de roterende krukas, de oscillerende kracht van de op en neerbewegende zuiger en het gewicht van de onderdelen. Afhankelijk van de belasting worden lagers uitgevoerd van witmetaal of trimetaal. Van groot belang hierbij is een goede smering.

#### Zuiger
De zuiger bestaat uit een zuigerkroon waarop de gaskracht werkt. In de zuigerkroon zijn de zuigerveren aangebracht die de afdichting tussen zuiger en cilindervoering verzorgen. Bij vierslagmotoren is de onderste veer van het verenpakket een olieafstrijkveer. Tweeslagmotoren met lusspoeling hebben een zuigerhemd waarmee de spoel- en uitlaatpoorten kunnen worden afgesloten.

#### Zuigerstangpakkingbus
Bij kruishoofdmotoren wordt de cilinderruimte afgesloten van de krukkast met een zuigerstangpakkingbus om verontreiniging van de smeerolie in de krukkast te voorkomen. Hierdoor is de zuiger ook als spoelpomp te gebruiken.

#### Nokkenas
De nokkenas wordt gebruikt om de in- en uitlaatkleppen en brandstofpompen via een stoterstang aan te drijven. De nokkenas wordt aangedreven door de krukas via een tandwieloverbrenging, ketting of riem. Bij een tweeslagmotor draait de nokkenas met dezelfde snelheid als de krukas, bij een vierslagmotor is dit de helft. Bij langzaamlopende motoren wordt de uitlaatklep hydraulisch aangedreven, dus niet meer door een stoterstang.

#### Common-rail
Tegenwoordig wordt de nokkenasaandrijving van het brandstofsysteem steeds meer vervangen door een common-railsysteem. Bij dit systeem is de brandstof onder inspuitdruk aanwezig in een gemeenschappelijke hogedrukleiding (de common rail). Op deze common rail zijn de verstuivers aangesloten via piëzotechniek aangestuurde elektroventielen (solenoid valves). Om brandstof in te spuiten hoeven deze elektroventielen slechts te openen, aangestuurd door de regelelektronica. Daardoor kan het verloop van de inspuiting beter worden geregeld. In plaats van de hele brandstofdosis ineens in te spuiten kan dit gefaseerd gebeuren. Hiermee kan de verbranding een geleidelijker verloop krijgen, waardoor de motor minder lawaai maakt en een beter rendement krijgt.
In elke situatie kan het tijdstip en verloop van de brandstofinspuiting aangepast worden aan het toerental en/of de gevraagde belasting. Op dezelfde manier kunnen ook de in- en uitlaatkleppen hydraulisch aangestuurd worden, waardoor de nokkenas kan komen te vervallen.
Het systeem van geregelde inspuiting van onder hoge druk aanwezige brandstof in een gemeenschappelijke leiding (de common rail) is overigens niet nieuw. Ruim 50 jaar eerder werd een dergelijk systeem in mechanische vorm reeds toegepast op motoren van Doxford. Hierbij werd de functie van de elektroventielen nog door mechanisch bekrachtigde regelnaalden vervuld. Als deze bleven hangen werd er continu brandstof ingespoten met als gevolg ernstige motorschade of zelfs explosie van de motor, zoals op 18 april 1960 a/b m.s. Pendrecht gebeurde.

## Brandstofsysteem
Het brandstofsysteem van een dieselmotor verschilt sterk van dat van een benzinemotor, omdat de luchttoevoer en de brandstoftoevoer geheel gescheiden zijn. Ook hier kan onderscheid gemaakt worden, namelijk tussen motoren die lopen op residu's oftewel zware olie en destillaatbrandstof zoals dieselolie en marine diesel oil.

### Lagedruksysteem
De brandstoftanks zijn, bij auto's en vrachtauto's, in het chassis opgehangen tanks, met vulopening, ont- en beluchtingsmogelijkheid, niveauopnemer en een afvoer naar de motor. Tegenwoordig ziet men de lagedrukpomp, die de brandstof naar hogedrukpomp perst, wel in deze tank gemonteerd zitten (PSA).
Bij schepen zijn de brandstoftanks, of bunkers, veelal ondergebracht in de dubbele bodem en in zijtanks. In het geval van zware olie zijn deze tanks verwarmd. Vanuit deze tanks wordt het met de trimpomp naar een bezinktank (settling tank) gepompt, waar water en verontreinigingen (sludge) kunnen bezinken om afgetapt te worden. Hierna gaat het door een separator waar water en verontreinigingen verder worden gescheiden van de olie. Deze olie komt in de dagtank vanwaaruit de lagedrukpomp (boosterpomp) de olie door een voorwarmer via een filter — vaak een terugspoelfilter — naar het hogedruksysteem pompt. Afhankelijk van de viscositeit kan de olie tot meer dan 150 °C verhit moeten worden om bij de verstuivers de juiste viscositeit te verkrijgen.

### Hogedruksysteem

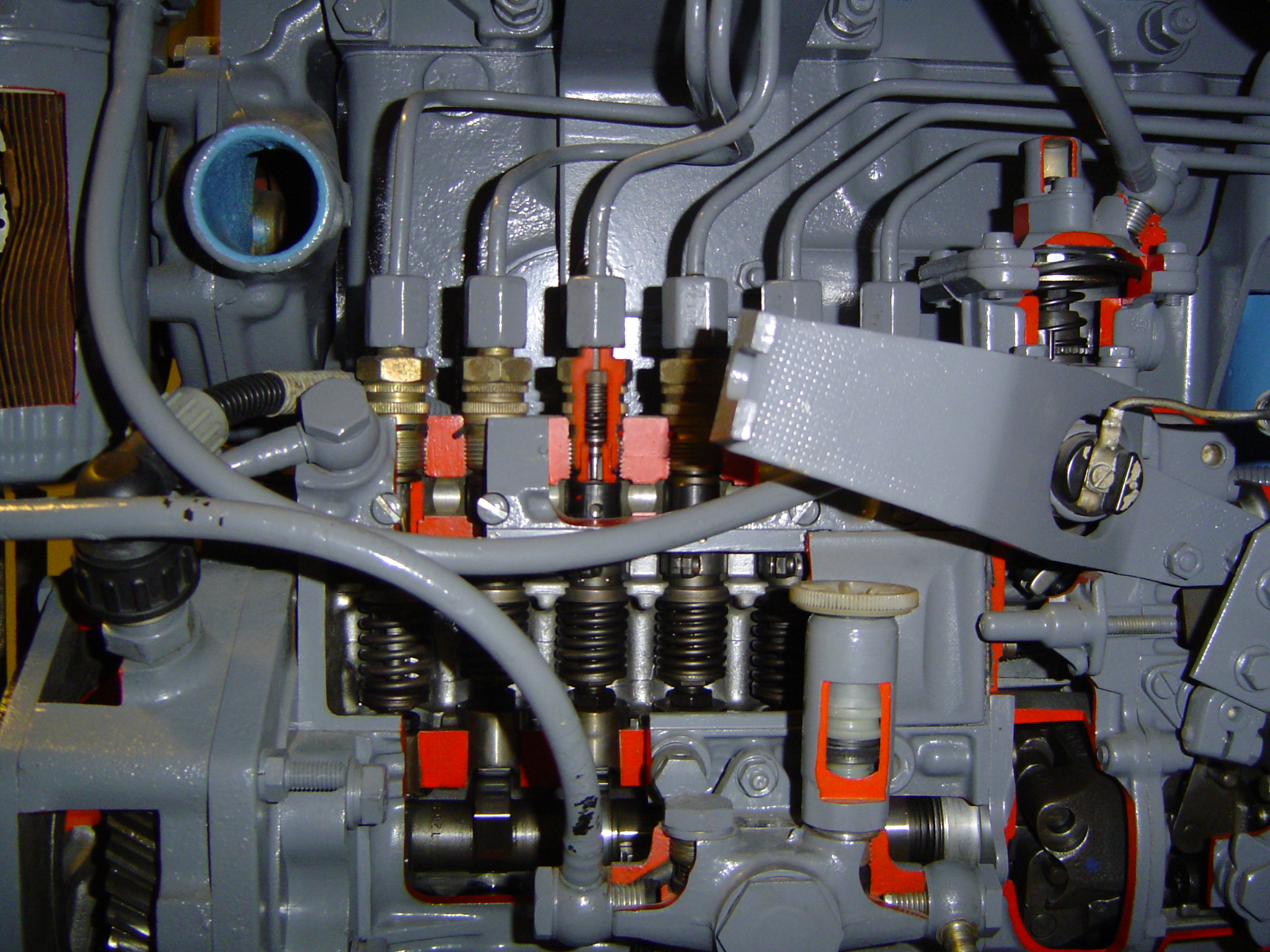
Opengewerkte brandstofinspuitpomp van een vrachtwagen met onderin de nokkenas en bovenop de hogedrukleidingen die naar de verstuivers leiden

De hogedrukbrandstofpomp zuigt aan uit het lagedruksysteem en voert de druk op naar 1000 tot 2000 bar. Bij een bepaalde druk licht de verstuivernaald en verstuift de brandstof in de cilinder. Hoe hoger de druk, hoe kleiner de brandstofdruppels zijn en hoe sneller de verbranding verloopt. De brandstofpomp wordt aangedreven door de nokkenas, terwijl de opbrengstregeling door de regulateur wordt aangestuurd. Deze opbrengstregeling kan een begin- of eindregeling zijn, of een combinatie daarvan. Bij een beginregeling wordt het vermogen aangepast door de aanvang van de injectie te variëren en ligt het einde vast, terwijl dit bij de eindregeling andersom is. Bij de gecombineerde regeling kan de gehele inspuitduur aangepast worden aan de over het belastingsgebied variërende inspuituitstel. Dit is het tijdsverloop tussen het begin van de effectieve pompslag en het openen van de verstuivernaald.
Pompen van grotere dieselmotoren zijn plunjerregelend of klepregelend. Bij kleinere motoren worden verdelerpompen en pompverstuivers gebruikt. Bij common-rail vervalt de nokkenasaandrijving. Bij dit systeem kan het inspuitmoment en de inspuitduur veel meer aangepast worden aan de belasting.

### Retour- of lekgedeelte
Zowel bij het lagedruk- als het hogedruksysteem wordt de druk geregeld door een retourdrukklep. Hierdoor blijft de druk van de systemen constant, onafhankelijk van de belasting van de motor. Ook de opbrengstregeling van de hogedrukbrandstofpomp zorgt voor een retourstroom. De overtollige brandstof wordt teruggevoerd naar de tank.

## Luchtvoorziening
Om bij het begin van de inlaatslag al een voldoende grote inlaatdoortocht te hebben, worden de inlaatkleppen geopend voor het einde van de uitlaatslag. Om voldoende uitlaatgassen te verdrijven, sluiten de uitlaatkleppen pas in het begin van de inlaatslag. Deze overlap is de spoelperiode en de hoek kan variëren tussen de 20 en 60°. Bij toenemende rotatiesnelheid zal ook deze hoek toenemen.
Kleinere motoren zijn vanwege de eenvoud soms zelfaanzuigend, maar bij grotere motoren wordt altijd drukvulling toegepast. Om meer vermogen uit een cilinder te kunnen krijgen bij gelijkblijvend rendement, moet er meer brandstof verbrand worden. Daarvoor is ook meer lucht nodig die geleverd kan worden door de drukvulling. Doordat de drukken en temperaturen hierdoor stijgen, zorgt dit voor een grotere thermische en mechanische belasting voor de motor. Door gebruik te maken van een turbocompressor wordt energie gebruikt uit de uitlaatgassen, die anders grotendeels verloren zou zijn. De compressor zuigt over het algemeen aan via een luchtfilter, dat tevens een vlam- en geluiddempende taak heeft. Het luchtfilter is vaak voorzien van een vervuilingsindicator; een sensor die constateert wanneer er een te grote onderdruk in het systeem ontstaat;
Door de voorcompressie stijgt de temperatuur van de lucht. Door na de compressor een luchtkoeler te plaatsen, wordt de aanvangscompressietemperatuur omlaag gebracht, wat zorgt voor een hogere luchtvulling en vermogen. Langzaamlopende tweeslagdieselmotoren zijn altijd voorzien van drukvulling en hebben een aparte, mechanisch aangedreven compressor om bij deellast — als de turbocompressor nog niet voldoende druk levert — voldoende lucht in de cilinders te pompen.
De uitlaatgassen drijven vervolgens de turbine van de drukvulgroep aan. Dit kan op meerdere manieren, zoals volgens het gelijkedruksysteem, het stootsysteem, het SPEX-systeem, het pulse-convertorsysteem en de tweetrapsdrukvulling.

## Trillingen
In tegenstelling tot bijvoorbeeld turbines is de aandrijving bij verbrandingsmotoren niet continu. Dit is een van de oorzaken van trillingen:
- axiale trillingen;
- buigingstrillingen;
- torsietrillingen;

Zodra deze trillingen in de buurt van de eigentrillingsfrequentie van de motor of onderdelen daarvan komen, kan resonantie ontstaan, wat schade tot gevolg kan hebben. In dit geval zal de trilling gedempt moeten worden, of weggenomen door de motor te balanceren.

### Axiale trillingen
Axiale trillingen — in de lengterichting van de krukas — worden veroorzaakt door torsietrilling, radiale componenten van de gaskrachten, versnellingskrachten van de cilinders en axiale krachten op de aandrijfas. Alleen bij langzaamlopende tweeslagmotoren ligt de eigen axiale trillingsfrequentie binnen het toerenbereik van de motor, zodat deze worden uitgerust met een axiale trillingsdemper. Bij andere motoren is de axiale stijfheid dusdanig groot dat de trillingsfrequentie buiten het toerenbereik ligt.

### Buigingstrillingen
Buigingstrillingen ontstaan door doorbuiging van een as, zoals de aandrijfas. Als dit voor problemen zorgt, kan de afstand tussen de aslagers veranderd worden.

### Torsietrillingen
Het geheel van krukas, krukken, zuigerstangen en zuigers kan worden opgevat als een torsie-elastisch systeem dat torsietrillingen ondergaat. Deze ontstaan doordat een verbrandingsmotor een wisselend draaimoment heeft. Dit is afhankelijk van het aantal cilinders, de plaatsing daarvan en de ontstekingsvolgorde. Het wisselende draaimoment ontstaat doordat de krachten op de zuigers wisselen. Deze krachten bestaan uit die veroorzaakt door de gasdruk boven de zuiger en de versnellingskracht van de op en neer bewegende zuigers. Bij elkaar genomen is dit de tangentiaalkracht. Vaak wordt hiervoor de tangentiaaldruk gegeven. Met behulp van een indicateurdiagram kan het tangentiaaldrukdiagram worden samengesteld door rekening te houden met de versnellingskrachten.
Dit zorgt voor een oneenparig verlopende krukasrotatie, wat uitgedrukt kan worden met de oneenparigheidsgraad. Dit kan beïnvloed worden door massa toe te voegen om de massatraagheidsmoment te vergroten; het vliegwiel.
Met een harmonische analyse kan de tangentiaaldruk worden ontleed in een oneindig aantal harmonischen. Vooral als de harmonische componenten van meerdere cilinders elkaar versterken, kan asbreuk optreden. De toerentallen waarbij dit gebeurt zijn de hoofdkritische en nevenkritische rotatiefrequenties. Deze toerentallen moeten vermeden worden.

### Dieselklop
Een andere trilling is de dieselklop die veroorzaakt wordt door te snelle drukstijging bij de verbranding. Dieselklop ontstaat wanneer na de SOI (Start Of Injection) het ontstekingsuitstel te lang duurt, bijvoorbeeld wanneer men werkt met diesel met een laag cetaangetal. Na de injectie moet de brandstof namelijk eerst vernevelen, vervolgens verdampen en dan pas kan een gasvormig lucht/diesel-mengsel gevormd worden. Als dit hele proces te lang duurt zal het mengsel pas ontsteken wanneer de zuiger dicht bij het BDP is en de druk dus hoog is. Hierdoor zal de druk plots heel snel stijgen. Deze plotse drukstijging wordt dieselklop genoemd.
De remedie is brandstof met een hoger cetaangetal te gebruiken omdat deze makkelijker zelf-ontsteekt. Sommige injectiesystemen maken gebruik van pilootinjectie waarbij een kleine hoeveelheid diesel wordt ingespoten voor de hoofdinspuiting. Hierdoor wordt het ontstekingsuitstel verkort.

## Milieutechnische zaken
Een dieselmotor heeft ten opzichte van een benzinemotor een hoger rendement maar tevens een aanzienlijk hogere emissie van schadelijke roetdeeltjes en stikstofoxiden. Binnen Europa gelden voor wegvoertuigen die nieuw verkocht worden emissie-eisen die vastgelegd zijn in de Euronormen. Vanaf 2005 gaat Euro4 in en in 2010 komt de Euro5 norm. Deze wordt vanaf 2013 weer opgevolgd door de Euro6 norm. Daarin mag een dieselmotor waarschijnlijk evenveel stikstofoxiden en roetdeeltjes uitstoten als een benzinemotor, wat vergaande aanpassingen zal vergen. Op dit moment heeft een aantal automerken (waaronder Peugeot, Citroën en Toyota) hun motoren uitgerust met een roetfilter. Deze vangen de roetdeeltjes op en verbranden die bij verzadiging bij hoge temperatuur, waardoor er geen schadelijke stoffen in het milieu komen. Het rendement van een dieselmotor is hoger dan van een benzinemotor, daarom is het brandstofverbruik bij gelijkblijvende prestaties lager, en daarmee ook de emissie van kooldioxide, het belangrijkste broeikasgas.
In tegenstelling tot het wegtransport, bestonden er tot het begin van deze eeuw geen internationale emissienormen voor de motoren van binnenschepen. Door het gebrek aan regulering ontstonden er voor de emissies van binnenvaart twee parallelle initiatieven van de Centrale Commissie voor de Rijnvaart (CCR) en de Europese Commissie. De normen opgesteld door de CCR gelden in de Rijnoeverstaten en ook in België. De CCR-1-norm is van kracht sinds 1 januari 2003 en geldt enkel voor nieuwe motoren. De norm hangt af van het vermogen. Strengere CCR-2-normen zijn voorzien voor 2008. De normen opgesteld door de Europese Commissie betreffen een amendering van richtlijn 97/68/EG, met verschillende normen afhankelijk van de cilinderinhoud.
In de zeevaart en offshore worden eisen gesteld aan de emissies door Annex VI van Marpol. Hier worden grenzen gesteld aan de hoeveelheid zwaveloxiden (SOx) en stikstofoxiden (NOx). SOx veroorzaakt zure regen en is vooral in kustgebieden een probleem. In beschermde gebieden mag dan ook alleen worden gevaren met laagzwavelige brandstof en niet met zware olie die gemiddeld zo'n 3,5% zwavel bevat. Midden op zee wordt SOx door het zeewater geneutraliseerd. NOx dragen bij aan smogvorming, zure regen, het broeikaseffect en het ozongat. Manieren om de uitstoot te reduceren zijn:
- verlaten van de brandstofinspuiting;
- verhogen van de ingespoten hoeveelheid brandstof;
- verhogen van de compressieverhouding;
- uitlaatgassencirculatie;
- toevoegen van water aan de brandstof;
- waterinjectie in de verbrandingsruimte;
- bevochtigen van de vullucht;
- verlagen van de temperatuur van de vullucht;
- reinigingsinstallatie met ammoniaktoevoeging in de uitlaatgassenkanaal.

Een geheel andere ontwikkeling is de toepassing van hybride voertuigen, die worden aangedreven door een dieselmotor en een elektromotor, afhankelijk van de toepassing. Door de inzet van de elektromotor in met name stedelijke gebieden wordt de uitstoot van fijnstof en geluid drastisch verminderd. Daarnaast gaat de koolstofdioxideuitstoot omlaag door het gebruik van de elektrische aandrijving. Remenergie kan worden opgeslagen in een batterij en later opnieuw worden ingezet.

## Fabrikanten
- Anglo Belgian Corporation
- Dunjo
- Iveco Motors/FPT
- Mercedes-Benz
- Renault (Douvrin-motor)